# Ulmaridae
Ulmaridae è una famiglia di meduse Scyphozoa dell'ordine Semaeostomeae.

## Tassonomia
Anche se molto simili, i sistemi WoRMS e ITIS differiscono leggermente nel classificare i generi di Ulmaridae. Alcune sottofamiglie sono state create per accogliere generi (le Aureliinae per il genus Aurelia, per esempio), ma non vengono riconosciute in tutti i sistemi di classificazione. Altre differenze provengono da specie nuove non ancora considerate in tutti i sistemi, oppure da sinonimie non riconosciute unilateralmente, come la Undosa undulata Haeckel, 1880 considerata un sinonimo della Discomedusa lobata.

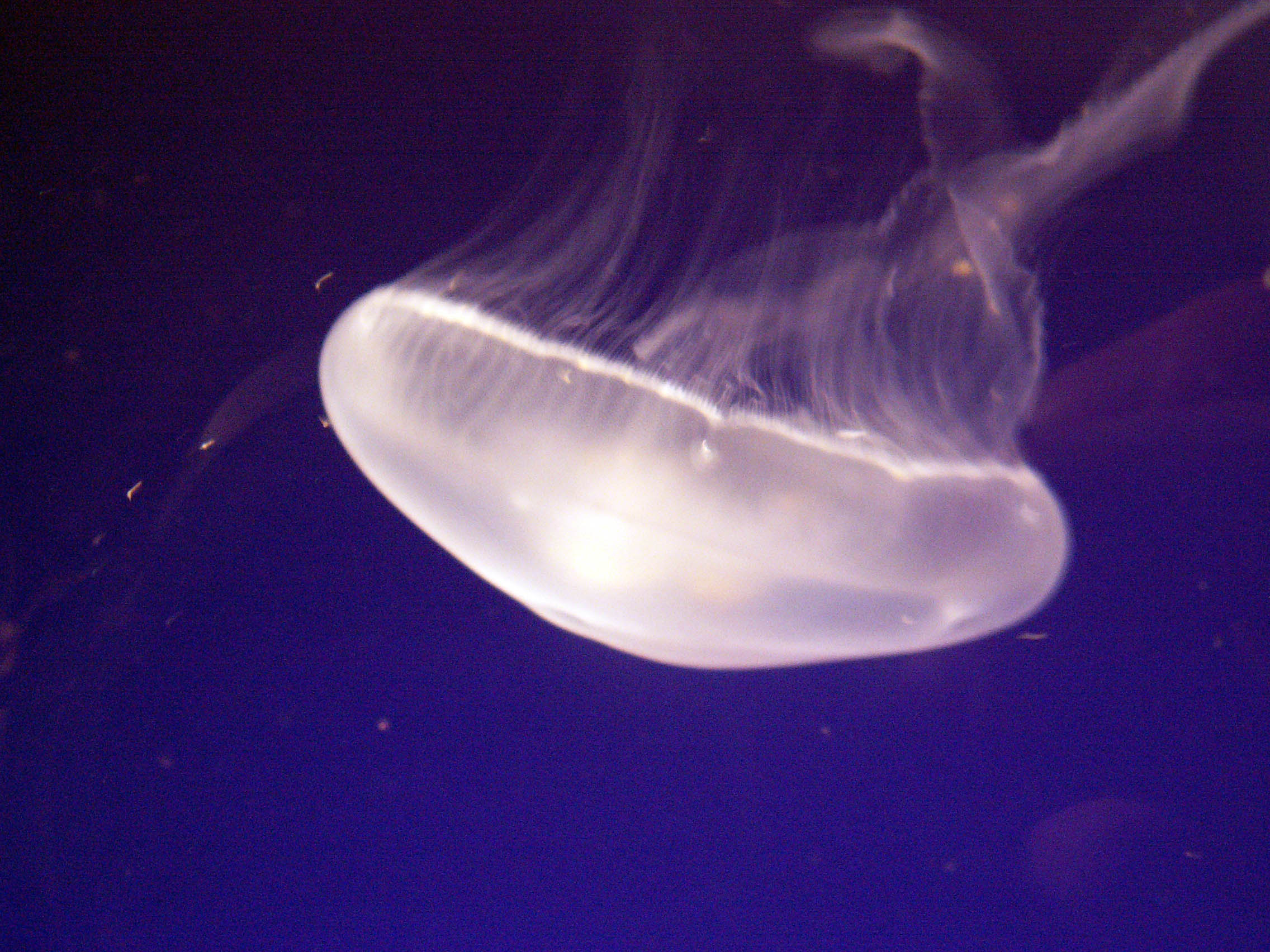
Aurelia aurita

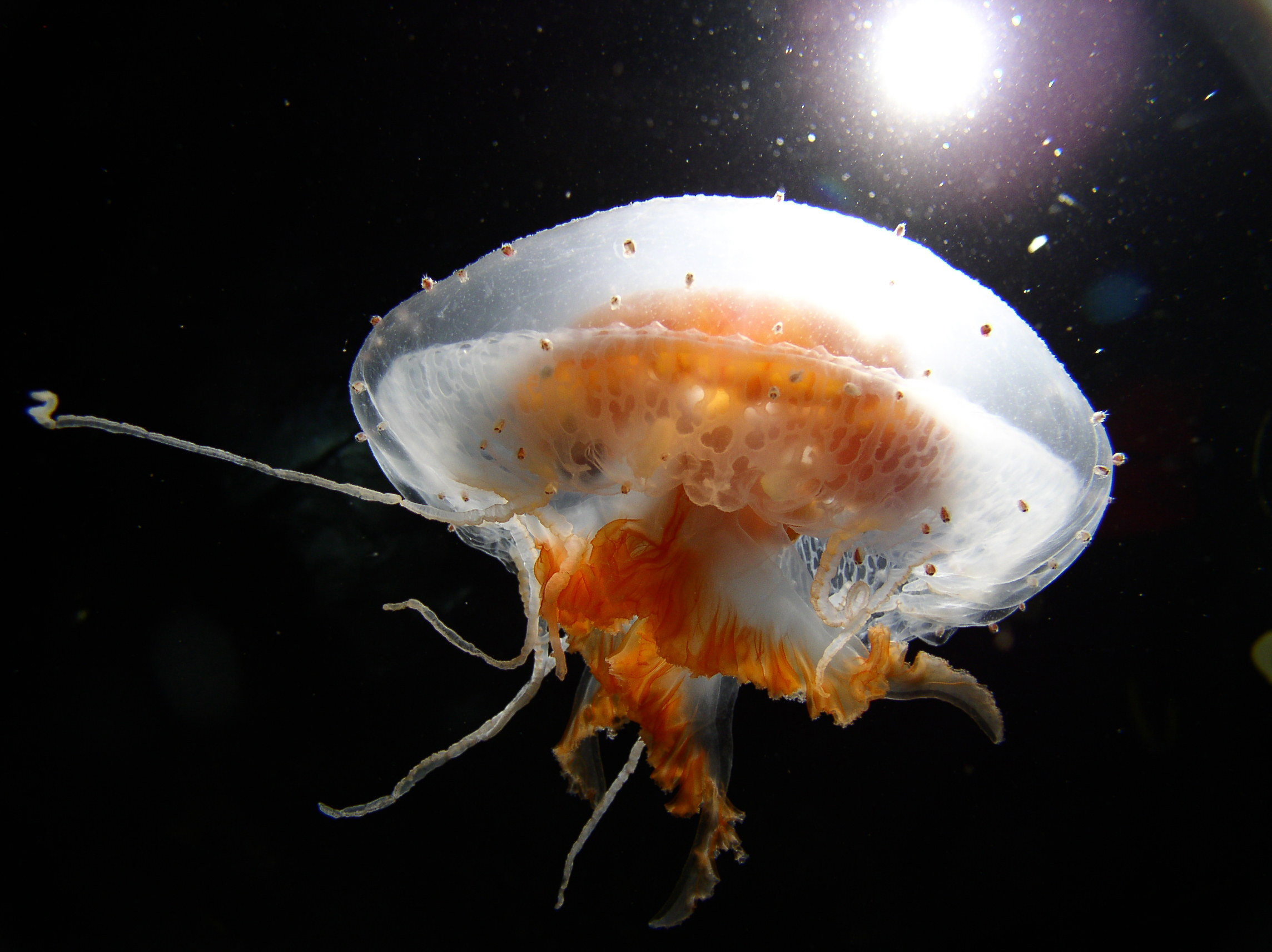
Diplulmaris antarctica

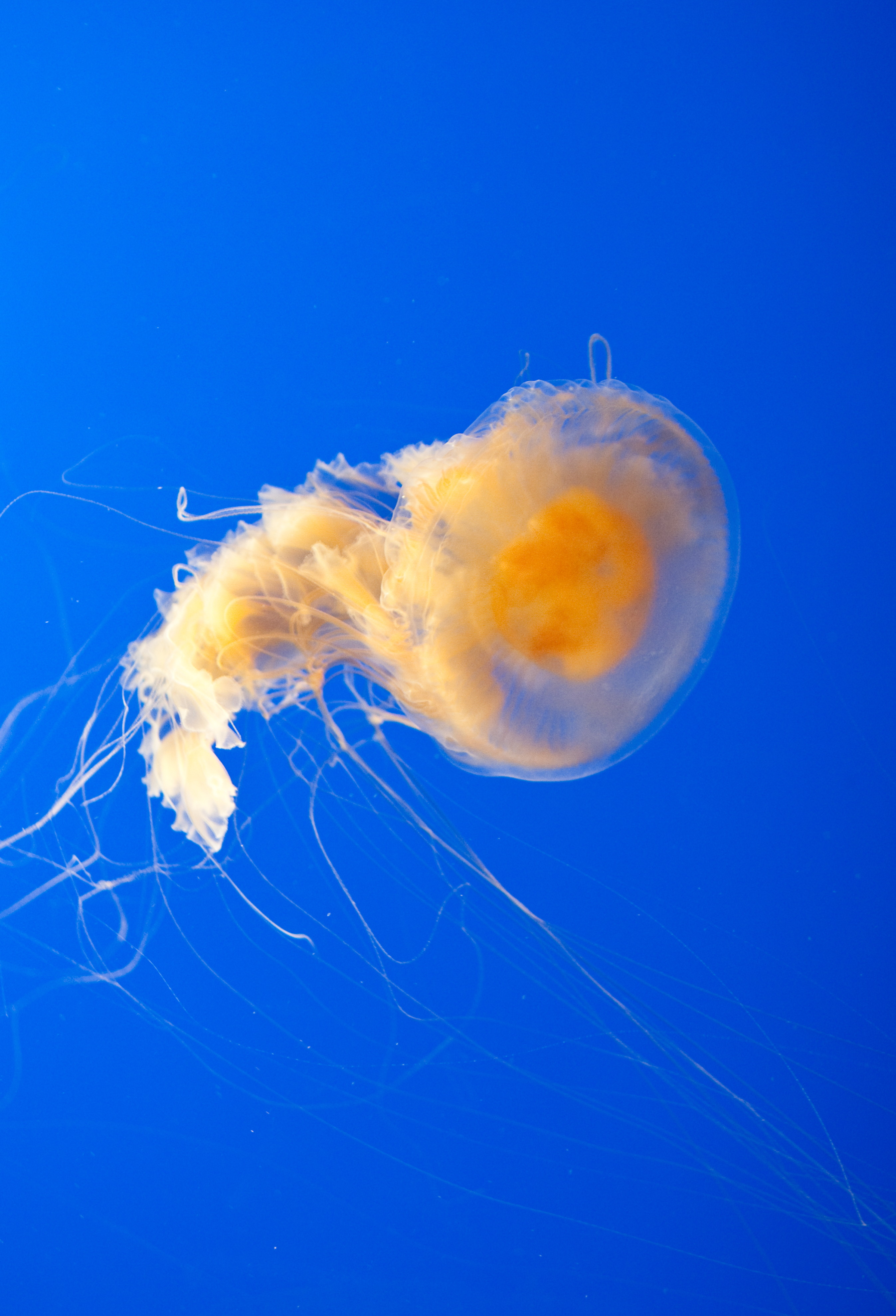
Phacellophora camtschatica

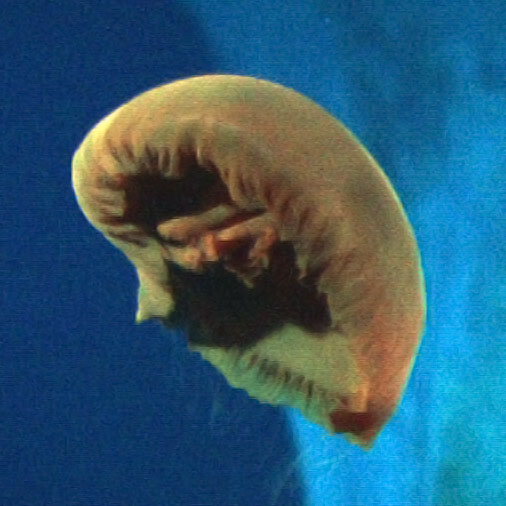
Poralia rufescens

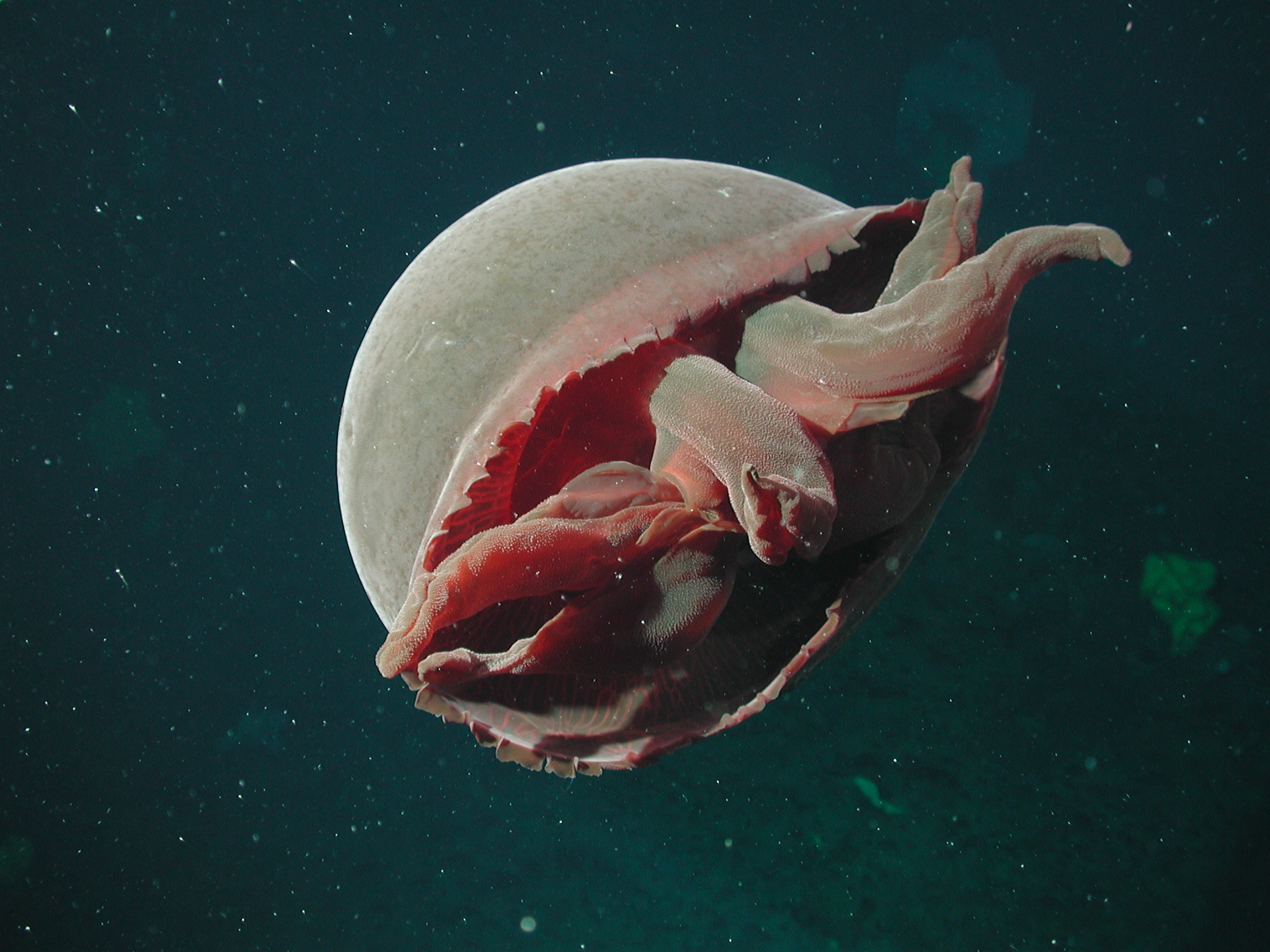
Tiburonia granrojo

### World Register of Marine Species
Secondo WoRMS, vi sono cinque sottofamiglie ed un totale di 13 generi:
- Aurelia Lamarck, 1816
- Aurosa
- Diplulmaris Maas, 1908
- Discomedusa Claus, 1878
- Floresca
- Parumbrosa Kishinouye, 1910
- Phacellophora  Brandt, 1835
- Sthenonia
- Ulmaris

Sottofamiglia Deepstariinae Larson, 1986
- Deepstaria  Russell, 1967

Sottofamiglia Poraliinae Larson, 1986
- Poralia Vanhöffen, 1902

Sottofamiglia Stellamedusinae Raskoff & Matsumoto, 2004
- Stellamedusa Raskoff & Matsumoto, 2004

Sottofamiglia Stygiomedusinae Russell & Rees, 1960
- Stygiomedusa Russell, 1959

Sottofamiglia Tiburoniinae Matsumoto, Raskoff & Lindsay, 2003
- Tiburonia Matsumoto, Raskoff & Lindsay, 2003

### Integrated Taxonomic Information System
ITIS invece elenca 5 sottofamiglie ed un totale di 14 generi:
- Aurosa Haeckel, 1880
- Diplulmaris Maas, 1908
- Discomedusa Claus, 1878
- Floresca Haeckel, 1880
- Parumbrosa Kishinouye, 1910
- Phacellophora  Brandt, 1835
- Ulmaris Haeckel, 1880
- Undosa Haeckel, 1880

Sottofamiglia Aureliinae Agassiz, 1862
- Aurelia Lamarck, 1816

Sottofamiglia Deepstariinae Larson, 1986
- Deepstaria  Russell, 1967

Sottofamiglia Poraliinae Larson, 1986
- Poralia Vanhöffen, 1902

Sottofamiglia Sthenoninae
- Phacellophora  Brandt, 1835
- Sthenonia  Eschscholtz, 1829

Sottofamiglia Stygiomedusinae Russell & Rees, 1960
- Stygiomedusa Russell, 1959

## Descrizione
All'interno dell'ordine Semaeostomeae, questa famiglia si distingue per la cavità gastrica divisa in dotti. Le meduse Ulmaridae si identificano in base alla presenza di filamenti marginali e alla posizione delle gonadi.